# 生徒が人生をやり直せる学校
『生徒が人生をやり直せる学校』（せいとがじんせいをやりなおせるがっこう）は、2021年8月21日（土）21:13 - 23:06に日本テレビ系『24時間テレビ 「愛は地球を救う」44』内で放送されたスペシャルドラマ。主演は平野紫耀（King & Prince）。

## 制作
2021年7月3日に本作の放送が発表された。ノンフィクション作家の黒川祥子が実在の高校への取材を基に2018年に発表した『県立!再チャレンジ高校 生徒が人生をやり直せる学校』が題材となっている。同作では元・学力下位校を舞台に、虐待や貧困などによりきちんとした教育を受けられない子供たちを支えようと奮闘する教師たちの姿が描かれている。

## あらすじ
槙尾高校の新学期初日、新任教師の樹山蒼一と岡部薫子が登壇に立ち生徒達の前で挨拶するが、誰も話を聞こうとしない。しかし、他の教師達は生徒達に注意する様子もなく、生徒達が学校に来てくれた事に感謝を述べている。新任二人の歓迎会が行われる中、樹山は何故生徒達に注意を呼び掛けないのか尋ねた。槙尾高校の生徒は他に行く所がなく入って来た生徒達で希望する進路に進むにも経済的に困難。必要な物が買えない、家計を支えるため働かなければならない等、様々な問題を抱えた生徒達が沢山いる。生徒達に少しでも心を開いてもらうため、制服さえ着てくれたら後のことは自由、化粧もピアスも許すことになっている。これは様々な困難を乗り越え、夢に向かっていく生徒達とそれを支え後押ししていく教師達の物語。

## キャスト

### 槙尾高校

#### 教師
樹山蒼一（きやま そういち）〈22〉
演 - 平野紫耀（King & Prince）
主人公。新卒の体育教師。
岡部薫子（おかべ かおるこ）〈22〉
演 - 浜辺美波
新卒の英語教師。
山野公平（やまの こうへい）〈47〉
演 - 北村有起哉
社会科教師。生活指導担当。
三田太一（みた たいち）〈24〉
演 - 井之脇海
数学教師。
森井玲子（もりい れいこ）〈38〉
演 - 横内亜弓
化学教師。
原田憲也（はらだ けんや）〈47〉
演 - 伊藤英明
教頭。
吉岡博（よしおか ひろし）〈58〉
演 - 國村隼
校長。
立花久美子（たちばな くみこ）〈44〉
演 - 篠原涼子（特別出演）
学校司書。元教師。

#### 主要生徒
木の葉陸也（このは りくや）
演 - 道枝駿佑（なにわ男子/関西ジャニーズJr.）
3年。槙尾高のカリスマ生徒。内情は母の暴力に苦しみ、全てを諦めている。
小嶋岬（こじま みさき）
演 - 桜田ひより
2年。親のネグレクトにより、深夜徘徊を繰り返す。教師たちに激しく反抗する。
乃木翔（のぎ かける）
演 - 板垣李光人
2年。昼夜働く母の代わりに下の3人の弟たちの世話で疲れ果てているヤングケアラー。
相良ルル（さがら ルル）
演 - 田辺桃子
2年。挨拶ができない、遅刻しても謝れない問題生徒。内心は美容師になりたい。
堺虎太朗（さかい こたろう）
演 - 水沢林太郎
2年。将来の事は何も考えてない。バイト代は一家の生活費に充てられている。
緑川姫希（みどりかわ ひめき）
演 - 河合優実
2年。生活保護家庭に育つが、保育士になりたい夢がある。
田島湊斗（たじま みなと）
演 - 青木柚
2年。母親が蒸発。
山野洋介（やまの ようすけ）
演 - 山時聡真
公平の息子。父のいる槙尾高校に入学し、バスケ部に入部する。

#### 女子生徒
- 伊藤さと（いとう さと） - 吉田さと
- 宇野なな（うの なな） - 8467
- 大平礼美（おおひら あやみ） - 石井礼美
- 斎藤日菜（さいとう ひな） - 平塚日菜
- 鈴木百合音（すずき ゆりね） - 中尾百合音
- 竹下英沙（たけした えいしゃ） - 犬嶋英沙
- 羽田美紅（はた みく） - 稲川美紅
- 細川舞歌（ほそかわ まいか） - 原舞歌
- 宮澤麻理奈（みやざわ まりな） - 水島麻理奈
- 村山夢実（むらやま ゆめみ） - 石田夢実

#### 男子生徒
- 安倍哲志（あべ さとし） - 水野哲志
- 小渕裕太（おぶち ゆうた） - 林裕太
- 小泉郁甫（こいずみ いくほ） - 秋谷郁甫
- 田中光（たなか ひかる） - 山﨑光
- 野田秀々輝（のだ ひびき） - 舘秀々輝
- 橋本史人（はしもと ふみひと） - 遠藤史人
- 原祐希（はら ゆうき） - 柴田祐希
- 福田由暉（ふくだ ゆうき） - 大原由暉
- 三木健人（みき けんと） - 櫻井健人
- 森勇也（もり ゆうや） - 加藤勇也

### その他
木の葉吏津子（このは りつこ）
演 - 酒井若菜
陸也の母親。
- 伊藤俊 - コナカマサミ
- 横山潤 - 田中隆三
- 保育園の園長先生 - しのへけい子[8]
- 乃木新 - 松浦銀志
- 乃木朔 - 上田理仁
- 乃木琴音 - 寺田藍月
- 岬の彼氏 - 益山U☆G
- 高橋里恩、今泉あまね、七瀬公、美波、安田啓人、菊池銀河、坂田秀晃、新山航希、朝妻徹、信太優人、松口（マンマーレ）、ラブ守永、大上心晴、北条晃平、アーネストプロダクション、スカリー株式会社、クラージュキッズ、ミライピクチャーズ

## スタッフ
- 原作 - 黒川祥子『県立!再チャレンジ高校 生徒が人生をやり直せる学校』（講談社現代新書）
- 脚本 - 水橋文美江
- 演出・脚本協力 - 平川雄一朗
- 音楽 - 髙見優
- 選曲 - 谷口広紀
- 教育関連指導 - 森雅人
- ダンス指導 - BOW（東京ゲゲゲイ）
- 看護指導 - 依田茂樹
- アクション指導 - FCプラン
- チーフプロデューサー - 三上絵里子
- プロデューサー・脚本協力 - 櫨山裕子
- プロデューサー - 秋元孝之、大護彰子
- 制作協力 - オフィスクレッシェンド
- 製作著作 - 日本テレビ

## 関連番組
- 「24時間テレビ×
鉄腕DASH King&Prince 豪華出演者(秘)企画解禁SP」（2021年8月8日、日本テレビ）[9]

## Blu-ray・DVD
- 24時間テレビ44ドラマスペシャル『生徒が人生をやり直せる学校』Blu-ray・DVD（2022年1月28日発売、バップ）[10]